# Васильев, Евгений Иванович
Евге́ний Ива́нович Васи́льев (31 января 1927, Клинский уезд, Московская губерния — 21 марта 2007) — советский и российский кинорежиссёр, сценарист и кинооператор.

## Биография
Родился 31 января 1927 года в селе Лучинино Клинского уезда Московской губернии (ныне Солнечногорский район, Московской области).
 В 1951 году окончил экономический факультет ВГИКа. Работал администратором съёмочных групп на киностудии «Моснаучфильм», старшим инженером по производству фильмов Министерства кинематографии СССР, директором учебной киностудии ВГИКа.
Поступил на операторский факультет ВГИКа (мастерская А. Головни), который окончил в 1962 году. Работал на киностудии «Мосфильм» и Свердловской киностудии.
Член Союза кинематографистов СССР (Москва) с 1962 года.
Скончался 21 марта 2007 года.

### Личная жизнь
Первая жена — Жанна Прохоренко (1940—2011), в браке у них родилась дочь, в последующем актриса Екатерина Васильева, внучки — актриса Марьяна Спивак, Ксения Малышева.
 Вторая жена — Дина.

## Фильмография
Оператор:
- 1965 — От семи до двенадцати: Зонтик (короткометражный), Чёрный котёнок (короткометражный).
- 1966 — Папа, сложи (короткометражный)
- 1966 — Путешествие (киноальманах; совм. с Александром Дубинским, Аркадием Кольцатым)
- 1969 — Главный свидетель
- 1971 — Веришь, не веришь
- 1978 — Тактика бега на длинную дистанцию
- 1980 — Чрезвычайные обстоятельства

Режиссёр:
- 1971 — Веришь, не веришь
- 1978 — Тактика бега на длинную дистанцию (совм. с Рудольфом Фрунтовым)
- 1980 — Чрезвычайные обстоятельства
- 1985 — Прощание славянки
- 1989 — Во бору брусника
- 1991 — Крысы, или Ночная мафия
- 1991 — Пока гром не грянет
- 1995 — Путч-2. Очередной переворот или Призрак гражданской войны в России (документальный)

Сценарист:
- 1989 — Во бору брусника
- 1991 — Крысы, или Ночная мафия
- 1995 — Путч-2. Очередной переворот или Призрак гражданской войны в России (документальный; совм. с Виктором Смоктий)